# Léonie Sonnings Musikstipendium
Léonie Sonnings Musikstipendium (omtalt Sonnings Talentpris og De unges Sonningpris) er et stipendium der uddeles af Léonie Sonnings Musikfond til unge talentfulde musikere. Det må ikke sammenlignes med musikprisen af samme navn. 
Musikfonden blev stiftet i 1965 af Léonie Sonning, og bestemte at der skulle uddeles én musikpris, samt gives en række stipendier til fortsat udvikling af unge komponister, dirigenter, musiker eller sangere fra Danmark og de øvrige nordiske lande. Stipendierne kan ikke søges.

## Stipendiater

### 1960'erne
- 1967 – Arto Noras, Sylvia Lindenstrand og Toni Ernst
- 1968 – Carsten Rasmussen og Gurli Plesner
- 1969 – Anders Grøn og Claes-Håkan Ahnsjö

### 1970'erne
- 1970 – Hafliði Hallgrímsson og Toke Lund Christiansen
- 1971 – Semmy Stahlhammer og Taipo Tiitu
- 1972 – Geir Tore Larsen og Susanne Ejvind Paltbo
- 1973 – Kalevi Aho og Kjell-Ove Dahlman
- 1974 – Jacob Kowalski og Jurunn Marie Bratlie
- 1975 – Lars Hallnäss og Thorgerdur Ingólfsdottir
- 1976 – Margareta Haverinen og Ola Rudner
- 1977 – Kåre Bjørkøy og Michael Schønwandt
- 1978 – Henrik Svitzer, Jon Laukvik, Jukka Tiensuu, Marie Louise Hasselgren og Unnur Sveinbjarnardottir
- 1979 – Anne Britt Sævig, Eero Heinonen, Ejnar Jóhannesson, Nanna Hansen og Stefan Bojsten

### 1980'erne
- 1980 – Christer Johnsson, Ketil Christensen, Kim Sjøgren, Raimo Sariola og Unnur Maria Ingólfsdóttir
- 1981 – Anne Øland, Dan Almgren, Manuela Wiesler, Matti Raekallio og Per Hannisdal
- 1982 – Christian Lindberg, Esa-Pekka Salonen, Eva Johansson, Jens Winther, Kåre Nordstoga og Snorri Sigfús Birgisson
- 1983 – Elisabeth Zeuthen Schneider, Hørdur Askelsson, Mats Widlund og Truls Mørk
- 1984 – Aage Tanggaard, Bo Haraldsson, Christian Eggen, Kaare Hansen og Pétur Jónasson
- 1985 – Àsgeir Steingrimsson, Helen Jahren, Ilkka Paananen, Ivar Frounberg og Vladimir Egiazarow
- 1986 – Jari Valo, Lars Anders Tomter og Sigrún Edvaldsdottir
- 1987 – Anders Nordentoft, Gudni Franzson og Johannes Søe Hansen
- 1988 – Anders Miolin, Gunnar Gudbjörnsson, Henrik Engelbrecht, Tale Olsson og Timo Korhonen
- 1989 – Bent Sørensen og Kirsten Møller

### 1990'erne
- 1990 – Fredrik Lundin og Solistkoncerter i London
- 1991 – Jesper Koch, Sunleif Rasmussen og Svend Hvidtfelt Nielsen
- 1993 – Kristina Kosmina og The Scandinavian Guitar Duo
- 1994 – Bine Katrine Bryndorf, Birgitte Bærentzen Piil, Joakim Pedersen, Marie Rørbech og Sølve Sigerland
- 1996 – Henri Sigfriedsson, Malin Broman og Michael Kristensen
- 1997 – Aros Strygekvartetten, John Laursen, Kasper Villaume, Peter Kehl og Tue Lautrup
- 1998 – Irene Theorin

### 2000'erne
- 2000 – Anne Mette Iversen, Edina Hadziselimovic, Gisela Stille, Jonas Filtenborg, Lea Thorlann og Mikkel Futtrup
- 2001 – Ann Petersen, Christian Hougaard Nielsen, Johan Norberg, Johnny van Hal, Jonathan Slaatto, Magda Stevenson, Maj Berit Guassora og Tanja Zapolski
- 2002 – Anders Banke, Birgit Løkke Larsen, Christine Pryn, Eva Malling, Eva Noer Kondrup, Lea Gerhardt, Malene Thastum, Signe Asmussen og Stine Hasbirk
- 2003 – Andreas Fosdal, Louise Petersen, Mads Tolling, Mira Kvartetten, Niels Dittmann, Paizo Kvartetten, Rikke Sandberg, Rune Glerup, Sune Rémi Hjerrild, Thomas Hedegaard og Vilde Frang
- 2004 – Anna Zelianodjevo, Jeppe Skovbakke, Karl Strømme, Lars Bjørnkjær, Morten Ryelund, Peter Navarro-Alonso og Sara Indrio Jensen
- 2005 – Adam Erik Simonsen, Andreas Brantelid, Christian Stene, Claus Efland, David Danholt, Eva Katrine Dalsgaard, Jonas Westergaard, Kristina Wahlin, Peter Rosendal og Uki Ovaskainen
- 2006 – Aileen Bramhall Itani, Andreas Borregaard, Cecilie Højgård Nielsen, Janne Fredens, Magnus Thuelund, Mathias Hedegaard, Monika Malmquist, Niels Lyhne Løkkegaard og Simon Steen-Andersen
- 2007 – Adam Riis, Emil Gryesten Jensen, Frederik Øland, Jesper Nordin, Kirstine Futtrup, Kristine Vestergaard, Ludvig Lindström, Monica Nørgård Stevns, Rasmus Ehlers og Toke Møldrup
- 2008 – Anne-Marie Lipsonen, Christian Ellegaard, Christian Westergaard, Kasper Wagner, Lars Møller, Lina Johnson, Martin Nagashima Toft, Mathias Kjøller og Nicklas Walentin Jensen
- 2009 – André Jensen, Asbjørn Nørgaard, Berit Barfred Jensen, David Schmidt, Jakob Alsgaard Bahr, Jeppe Just, Mads la Cour Langelund, Neel Bramsnæs Teilmann, Nicolai Eghorst og Rune Tonsgaard Sørensen

### 2010'erne
- 2010 – Kristoffer Nyholm Hyldig, Marius Neset, Mathias Hammer, Nicolai Worsaae, Simon Duus Svendsen, Simon Toldam Rosengren, Ingeborg Børch, Bjarke Mogensen, Kenny Aaberg Larsen og Christine Raft
- 2011 – August Rosenbaum, Christian Winther Christensen, Inger Ørbæk Lerch Høj, Mette Termansen, Nightingale String Quartet, Oliver Nordahl, Pernille Petersen, Ruben Lund Munk og Tine Skat Matthiessen
- 2012 – Alexander McKenzie, Magnus Koch Jensen, Dénise Beck, Philip Schmidt-Madsen, Eskild Skovbakke Winding, Rasmus Schjærff Kjøller, Julia Dahlkvist, Sofie Elkjær Jensen, Lars Greve og Thomas Storm
- 2013 – Anne Holm-Nielsen, Ingrid Meidell Noodt, Karen Bach, Louise Hjorth Hansen, Copenhagen Piano Quartet, Mads Pind Forsby, Magnus Fryklund, Niklas Walentin og Stina Schmidt.
- 2014 – Antina Hugosson, Benedikte Damgaard, Berit Sørensen, Erik Kolind, Jeppe Zeeberg, Kasper Rofelt, Lise Davidsen, Maria Steinaa, Oscar Micaelsson og Pernille Sejlund.
- 2015 – August Finkas, Elias Holm, Theodor Lyngstad, Morten Grove Frandsen, Henrik Budde, Mads Emil Nielsen, Troels Roland, Anja Nedremo, Eva Steinaa og Anna Marie Wierød
- 2016 – Martin Stauning, Maria Badstue, Jacob La Cour, Elisabeth Nielsen, Lea Quortrup, Kirstine Schneider, Frederik Rolin, Jonas Frølund, Joachim Becerra Thomsen og Jákup Lützen
- 2017 – Daniel Davidsen, Theis Stoico, Victor Erik Sørensen, Nordic String Quartet, Mikkel Egelund Nielsen, Jonathan Algot Swensen, Ingrid Søfteland Neset, Anna Egholm og Allan Gravgaard Madsen.